# Distocambarus
Distocambarus là một chi tôm sông đặc hữu của Hoa Kỳ. 

## Các loài
Chi này có 5 loài, hai trong số chúng được liệt vào Sách Đỏ:
- Distocambarus carlsoni Hobbs, 1983
- Distocambarus crockeri Hobbs & Carlson, 1983
- Distocambarus devexus (Hobbs, 1981)[2]
- Distocambarus hunteri Fitzpatrick & Eversole, 1997
- Distocambarus youngineri Hobbs & Carlson, 1985[3]